# 싱가포르한국국제학교
싱가포르한국국제학교(Singapore Korean International School)는 싱가포르에 있는 한국학교이다. 현재 유치원부터 고등학교까지의 과정을 운영하고 있다.

## 연혁
- 1993년 3월 1일 : 개교